# Petersburg (Nebraska)
Petersburg – wieś w Stanach Zjednoczonych, w stanie Nebraska, w hrabstwie Boone.